# Son of Beast
Son of Beast in Kings Island (Mason, Ohio, USA) war eine Holzachterbahn, die am 26. Mai 2000 im damaligen Paramount's Kings Island eröffnet wurde.
Die von dem Ingenieurbüro Stengel GmbH und der Roller Coaster Corporation of America konstruierte Bahn war die einzige Holzachterbahn auf der Welt, die mit einem Looping ausgestattet war, welcher selbst aber aus Stahl gebaut war. Dieser war rund 36 m hoch.
Im Jahre 2006 häuften sich Probleme mit der Fahrt und sie fuhr somit am 9. Juli 2006 ihre letzten Runden. Zwischen den Saisons 2006 und 2007 wurden einige Veränderungen an der Bahn vorgenommen, darunter wurde unter anderem der Looping entfernt. Mit ihren 66,4 m Höhe war sie nun die höchste reine Holzachterbahn der Welt und übertraf somit Colossos im Heide-Park um 14 m. Durch die Entfernung des Looping konnten nun leichtere Züge verwendet werden.
Nach der Saison 2009 wurde der Betrieb der Bahn eingestellt. Am 27. Juli 2012 gab der Park dann bekannt, die Bahn komplett zu demontieren. Der Abriss erfolgte noch im selben Jahr. Auf dem ehemaligen Standort von Son of Beast wurde der Inverted Coaster „Banshee“ errichtet.

## Züge
Die ursprünglichen Züge von Son of Beast waren von Premier Rides. Jeder Zug war ausgestattet mit sechs Wagen mit Platz für jeweils sechs Personen (drei Reihen à zwei Personen). Zwischen den Saisons 2005 und 2006 wurde jeder Zug auf fünf Wagen verkürzt. Seit 2007 besaß Son of Beast wieder zwei Züge mit jeweils sechs Wagen, welche vom Hersteller Gerstlauer Amusement Rides waren. In jedem Wagen konnten wie in den alten Zügen von Premier Rides jeweils sechs Personen (drei Reihen à zwei Personen) Platz nehmen.

## Bilder

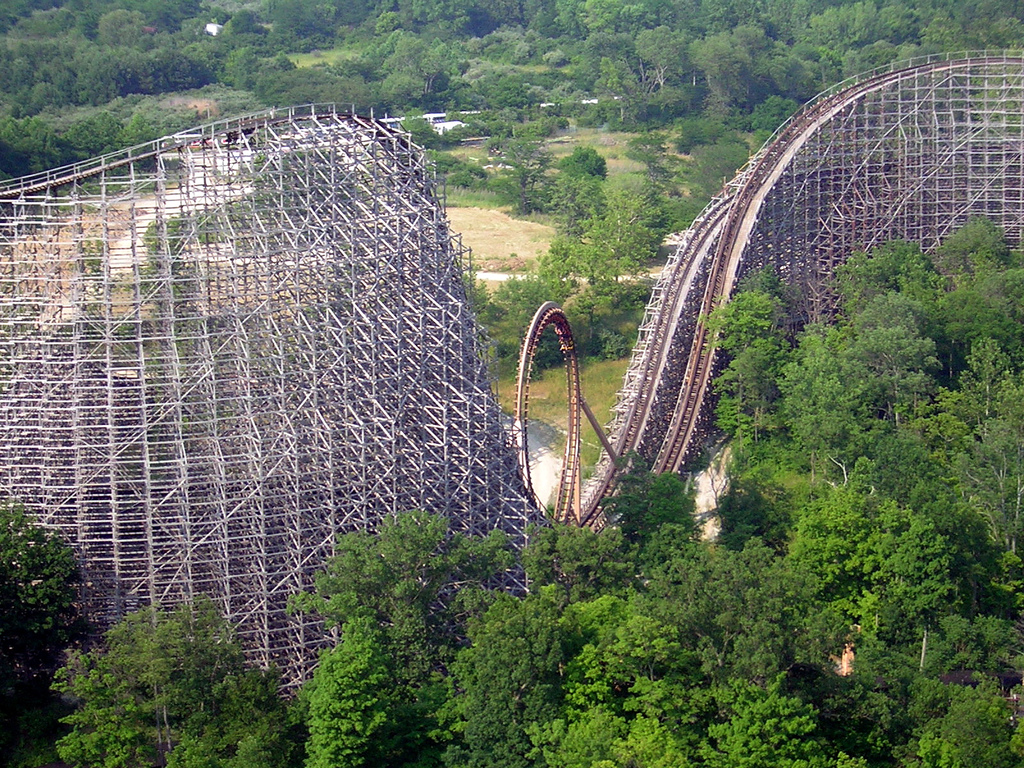
Son of Beast mit dem Looping
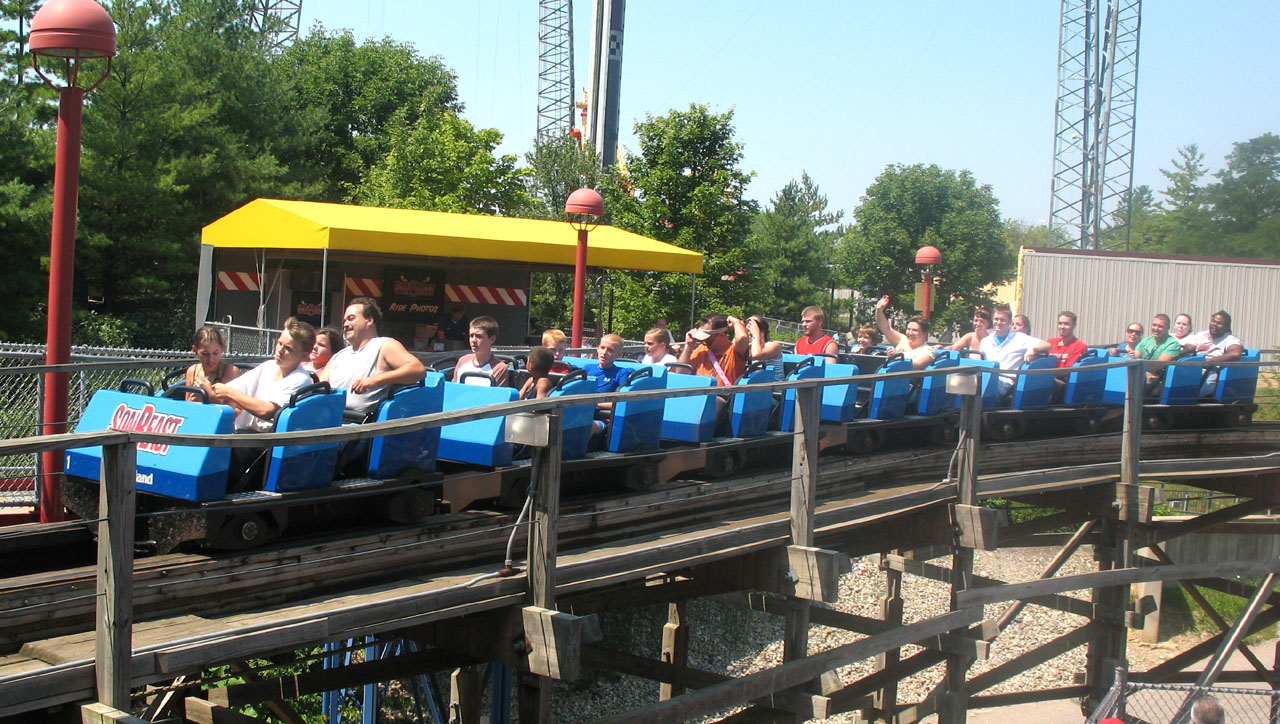
Einer der neuen Gerstlauer-Züge